# تانیا هاردینگ
تانیا هاردینگ (انگلیسی: Tanya Harding؛ زادهٔ ۲۳ ژانویهٔ ۱۹۷۲) بازیکن سافت‌بال اهل استرالیا است.